# 熊仁謙
熊仁謙（1994年10月06日—），本名熊慧行，筆名羅卓仁謙，生於台灣，YouTube頻道快樂大學創辦人、關鍵評論網專欄作家、GQ風格玩家部落客，為精通漢語、藏語、梵語、英語的佛教學者、作家、譯作家，從事印度哲學研究及推廣。
為解脫協會、善賢企業社、度母之家創辦人及朗方國際負責人。 

## 經歷
熊仁謙出身佛教家庭，十一歲時在母親安排下出家，師從海濤法師。十三歲時至印度專業學院（RDI，Rigpe Dorje Institute）學習藏文、梵文，修習藏傳佛教，師從西藏噶瑪噶舉派大寶法王第十七世噶瑪巴·鄔金欽列多傑。
在印度出家求學期間，因為是當地唯一華人而遭霸凌，事後選擇大打一架解決問題。因ISIS猖獗，曾寫信報名反恐軍隊，後被大寶法王勸退。。 熊仁謙憑其天資，成為「噶舉派最有名的辯論者」、「學派中最年輕且唯一的華人教育顧問」。
輟學還俗後，熊仁謙前往日本、尼泊爾、不丹等國家，研究佛學、藏學、南亞哲學。返台後的熊仁謙致力宣揚佛理，除了創立佛法推廣組織解脫Mokshah （页面存档备份，存于）、翻譯數百萬字的佛教經典，並創辦YouTube頻道快樂大學 （页面存档备份，存于），試圖從印度哲學之觀點、以心理學和社會學為佐證，處理現代議題及人生課題。

### 返台後的佛法推廣
2013年返回台灣，於2014年服完四個月的替代役後正式還俗，開始推動生活化的佛法，受多家媒體採訪，分享用佛法的方式看待人生問題的技巧，同時也繼續為第十七世大寶法王效力，進行經論翻譯與課程準備等工作。並在大寶法王的鼓勵下修習東密，於2015年得高野山真言宗阿闍梨灌頂、通過教師檢校。同時出任噶舉辯經法會文獻編纂組學術顧問，也是其中唯一的華人。

### 2016年
由大寶法王賜名，成立解脫協會，開始進行藏傳佛教重要典籍的中文翻譯工作，第一部作品為岡波巴大師的《解脫莊嚴論》。以此為起點，開始了「藏傳佛法，扎根漢地」的一系列計畫，希望能以更貼近大眾的方式，與更多人分享佛法的美好。同年，由於受到小燈泡案觸動，讓他成立了快樂大學的頻道，希望以「印度哲學」的角度，結合時事、生活、影視、讀書心得分享等方式，讓現代人能無壓力的接觸佛法。

### 2018年
為了讓華人能有機會以藏傳佛學院的方式，次第學習佛法，所以成立了全球第一座全華語藏傳佛教五部大論佛學院：不動金剛教理苑。從最基礎的課程開始，依序學習四部宗義、心類學、地道等，之後再進入五部大論的學習。而且透過網路的方式，學員可以破除時空的限制，只要有心便能上網學習和複習。

### 2020年
建立台灣第一座全年無休開放的藏傳佛教廟宇—度母之家，以各種切合世人需求的方式，讓民眾從信仰中得到慰藉，更希望能以此為基礎，作為接觸藏傳佛法的開端。為此，他也設計一系列入門善書，放置於度母之家流通，希望大家能從求平安，轉而開始在戒定慧上學習，用佛法的方式改變命運。

### 2021年
建立全球第一座全華語閉關房—岡波應禪林．上廷汐止長青林。此事從2019年開始發想，經歷各種困難，最後終於在汐止覓得適合的場地，開始整體建設計畫。並於此地開始茸茸花園等流浪動物超度計畫和生命教育，茸茸花園的計畫受到各方支持，星座專家唐綺陽亦於直播中推廣此理念。

### 2022年
2月25日，在羅卓仁謙殷切祈請下，第十七世大寶法王·烏金欽列多傑寫下《媽祖供養簡軌》，確立了媽祖與佛教之間的關係。
於7月17日（觀世音菩薩成道紀念日），羅卓仁謙率領解脫協會學員與達賴喇嘛西藏宗教基金會，前往北港朝天宮致贈「恩敷宇宙」新匾。並將一尊開光千手觀音像送入朝天宮觀音殿，領受世人參拜。同時迎請一尊聖母像回到台北的度母之家，於8月正式安座，供民眾禮拜。
其緣起為1971年3月，西藏嘉瑪桑佩將軍為感謝朝天宮董事長王吟貴及地方仕紳對當時撤退來台藏人之協助，曾敬獻「恩敷宇宙」匾額。此次的活動，亦圓滿了這五十年來藏傳佛教與台灣本土信仰的交流與尊重。

## 爭議事件

### 反對煙供事件
2017年，曾開直播明確反對「個人」修持煙供與煙施，主要在於避免個人與鬼神間建立起供施關係所可能帶來的危害，建議個人以水米施食的方式，來達到利益餓鬼道眾生的目的，且較為安全。

### 反對楞嚴經事件
2020年之前，陸續有提出對《楞嚴經》的質疑，亦受到佛教界的各種攻擊，因此在2020年於臉書貼文，以條列方式說明《楞嚴經》違背佛陀所說三法印，並與網友有許多辯論。同時也舉出呂澂先生的《楞嚴百偽》作為其參考根據之一，至今仍堅持《楞嚴經》不符合佛說的論點。

### 與黃子瑗之官司糾紛
2019年1月間因鏡週刊報導十七世大寶法王鄔金欽列多傑之破戒性醜聞事件，羅卓仁謙因於臉書上製發懶人包上指稱爆料者黃子瑗(Jane Huang)疑似有精神疾病，遭當事人黃女士於2019年5月向臺北地方法院提起訴訟， 2020年5月18日台北地方法院一審判決熊仁謙敗訴，熊慧行本人需於個人臉書向Jane Huang道歉。,同年6月熊仁謙提起上訴。2021年7月28日台灣高等法院宣判其上訴駁回，熊慧行二審再度敗訴，除給付原告黃女一元求償之訴外，並需於個人臉書刊登道歉啟事10日  
於2022年7月17日，熊仁謙與達賴喇嘛西藏宗教基金會董事長前往朝天宮參拜，並在廟埕廣場舉辦「善緣成就50年」贈匾儀式時，接受鏡週刊記者採訪，對於2019年鏡週刊未經查證的爆料事件，他指出：「之前大寶法王就曾經傳出緋聞，無奈當時法王正在閉關，無法立即澄清，雖然該報導也曾提到『完全無法掌握實據』，但他仍要在此特別代法王澄清。」再次強調所謂緋聞事件並無任何確切證據，鏡週刊方面也表示理解。

### 度母之家被潑漆事件
2021年2月23日，位於台北市林森北路上的開放式佛堂「度母之家 （页面存档备份，存于）」，於晚間遭人潑漆，整間佛堂牆壁紅漆滿布，部分佛具也被砸毀，警方調閱監視器，已掌握潑漆男子搭計程車逃逸，佛堂人員向警方表示，未與人結怨，不知為何遭潑漆。據了解，該佛堂與作家熊仁謙關係密切，疑因牽扯宗教利益遭人報復，熊仁謙接受採訪時除聲稱修復該佛堂約需四十萬元之譜，雖然說是度母之家太靈驗而招妒忌，但警方不排除與黃女士相關 。
後查清事件為潑漆男子不滿前妻捐款給「度母之家」，而認為她錢都不夠用還捐錢，才會氣到潑漆洩憤。

## 出版作品
《辯經．辨人生：羅卓仁謙 快狠準說佛法，升級你的辯思與覺察能力》 (2017年 商周出版 ISBN：9789864772865)
《辯經．理性的浪漫：大乘主義的自由之路》(2018年 商周出版 ISBN：9789864775910)
《別讓世界的單薄，奪去你生命的厚度：以印度哲學為師，找回內心的自由權》(2018年  究竟出版 ISBN：9789861372532)
《原來，我們都對自我誤解太深：從印度哲學思維，找回真實的自己》(2019年 究竟出版 ISBN：9789861372747)
《難以勸誡的勇氣》(2020年  商周出版 ISBN：9789864779109)
《半神》(2021年 究竟出版 ISBN：9789861373232)
《聖典》(2022年)

## 翻譯作品

### 月光童子系列
| 次序 | 年份   | 書名                                   | 語系版本 | 備註 |
| ---- | ------ | -------------------------------------- | -------- | ---- |
| 01   | 2017年 | 大寶解脫莊嚴論                         | 繁/藏    |      |
| 02   | 2018年 | 第三世大寶法王論集                     | 繁/藏    |      |
| 03   | 2018年 | 生圓輯要及其大疏                       | 繁/簡    |      |
| 04   | 2019年 | 修心七要集                             | 繁/藏    |      |
| 05   | 2019年 | 四部宗義・達波噶舉莊嚴論 小乘篇        | 繁/藏    |      |
| 06   | 2019年 | 釐清眾主理路論                         | 繁/藏    |      |
| 07   | 2019年 | 密法三大典                             | 繁/藏    |      |
| 08   | 2020年 | 四部宗義・達波噶舉莊嚴論 大乘篇        | 繁/藏    |      |
| 09   | 2020年 | 開演如來藏論疏．顯明讓炯意趣論         | 繁/藏    |      |
| 10   | 2020年 | 中觀綱要・入中論疏達波噶舉成就之車綱要 | 繁/藏    |      |
| 11   | 2020年 | 顯教地道介紹                           | 繁/藏    |      |
| 12   | 2021年 | 般若教授・現觀莊嚴論簡明疏             | 繁/藏    |      |
| 13   | 2020年 | 戒學逐解．所知寶藏論第五章             | 繁/藏    |      |

### 法智系列
| 次序 | 年份   | 書名                   | 語系版本 | 備註 |
| ---- | ------ | ---------------------- | -------- | ---- |
| 01   | 2018年 | 辨後靜慮次第續及其大疏 | 繁/藏    |      |
| 02   | 2018年 | 菩薩戒經論彙編         | 繁/藏    |      |
| 03   | 2018年 | 不動如來經論彙編       | 繁/藏    |      |

### 喜笑金剛系列
| 次序 | 年份   | 書名                 | 語系版本 | 備註 |
| ---- | ------ | -------------------- | -------- | ---- |
| 01   | 2019年 | 噶舉道歌海           | 繁/藏    |      |
| 02   | 2021年 | 學佛流程・醍醐引導文 | 繁/藏    |      |

## 相關專欄
- 關鍵評論網 （页面存档备份，存于）

- GQ風格玩家部落客 （页面存档备份，存于）

## 節目

### podcast
|                    | |              |          |
| 日期               | 播放頻道 | 節目名稱     | 合作藝人 |
| 2020年11月10日至今 | 別說你懂哲學 宇宙林思宇 熊仁謙 podcast （页面存档备份，存于）                                                                                 | 別說你懂哲學 | 林思宇   |
| 2023年3月2日       | 咒術師下班後 https://podcasts.apple.com/tw/podcast/%E5%92%92%E8%A1%93%E5%B8%AB%E4%B8%8B%E7%8F%AD%E5%BE%8C/id1675269182 （页面存档备份，存于） | 咒術師下班後 |          |
| 2024年2月7至今     | 禪師不打坐 （页面存档备份，存于） | 禪師不打坐   |          |

## 音樂製作
- 2021：《宵月吟：撲空的獅子》 （页面存档备份，存于）

## 相關連結
- 快樂大學Happiness University （页面存档备份，存于）
- 熊仁謙．大鼻子哲人臉書的Facebook專頁
- 羅卓仁謙臉書的Facebook專頁
- 羅卓仁謙 （页面存档备份，存于）官方網站
- 解脫協會 （页面存档备份，存于）官方網站
- 解脫法堂 （页面存档备份，存于）官方網站
- 度母之家 （页面存档备份，存于）官方網站
- 台灣岡波聖地官方網站
- 毛孩樂土 （页面存档备份，存于）官方網站
- 茸茸花園 （页面存档备份，存于）官方網站
- 快樂大學Happiness University （页面存档备份，存于）
- 熊仁謙頻道 （页面存档备份，存于）
- 熊仁謙關鍵評論網專欄 （页面存档备份，存于）
- 熊仁謙的Instagram

## 外部連結
1. ↑  .   [2021-01-29]. （原始内容存档于2021-02-03）.
2. ↑  訪／從小愛到殯儀館看死屍，他22歲變大學講師教「如何快樂」 （页面存档备份，存于） 2016.11.08 ETtoday
3. ↑  從還俗到直播，羅卓仁謙用科技讓你更了解佛學奧妙 2019.05.10 加分誌
4. ↑  男星出家遭霸凌 又想入反恐軍隊 （页面存档备份，存于） 2019.12.31 噓星聞
5. ↑  羅卓仁謙的混血人生[] 2017.10.12 遠見
6. ↑  熊仁謙 22歲快樂⼤學創辦⼈/羅卓仁謙 競爭是爬蟲類腦的本能，溝通是⼈類腦的天性 （页面存档备份，存于） Becoming Aces 未來大人物
7. ↑  年薪破百萬、總算能成家立業，卻換來疏遠的親子關係...印度哲學教會我一件事 （页面存档备份，存于） 2018.09.07 商周
8. ↑  熊仁謙：死亡存在的最大意涵是，讓我們放過自己；面對死亡，才能真正開始活著。[] 2018.05.16 Top Sales 業務講堂
9. ↑  做事不要期待「回饋」！印度哲學教你如何建立自信，改變「自我認知」才能跳脫自卑循環 2019.05.23 風傳媒
10. ↑  別害怕獨處！熊仁謙的戀愛哲學課：為了慾望，我自律[永久] 2018.10.30 太報
11. ↑  .   [2022-05-15]. （原始内容存档于2022-06-26）.
12. ↑  .   [2022-05-15]. （原始内容存档于2022-06-25）.
13. ↑  .   [2022-05-15]. （原始内容存档于2022-06-17）.
14. ↑  .   [2022-05-15]. （原始内容存档于2022-06-24）.
15. ↑  . www.mirrormedia.mg.   [2022-08-23]. （原始内容存档于2022-07-29） （英语）.
16. ↑  . 鏡週刊 Mirror Media. 2022-07-25  [2022-08-23]. （原始内容存档于2022-08-23） （中文（繁體））.
17. ↑  . 鏡週刊 Mirror Media. 2022-07-25  [2022-08-23]. （原始内容存档于2022-08-23） （中文（繁體））.
18. 1 2  . 鏡週刊 Mirror Media. 2022-07-25  [2022-08-23]. （原始内容存档于2022-07-28） （中文（繁體））.
19. ↑  .   [2022-05-22]. （原始内容存档于2022-06-20）.
20. ↑  .   [2022-05-22]. （原始内容存档于2022-05-22）.
21. ↑  .   [2022-05-22]. （原始内容存档于2022-05-22）.
22. ↑  【法王桃花劫】擁全球千萬信眾　大寶法王遭爆交女友 （页面存档备份，存于） 鏡週刊2019.1.23
23. ↑  大寶法王弟子護師汙衊女信徒 佛教網紅敗訴須道歉賠償1元 （页面存档备份，存于） 週刊王CTWANT2020.5.19
24. ↑  爆藏傳大寶法王破戒交女友！大弟子懶人包抹黑女信徒　她怒告...結果揭曉 （页面存档备份，存于） ETTODODY新聞雲2020.05.19
25. ↑  . law.judicial.gov.tw.   [2022-06-26]. （原始内容存档于2022-06-17） （中文（臺灣））.
26. ↑  大寶法王破戒交女友　大弟子反批「中國妖女」挨告敗訴 （页面存档备份，存于） 中時電子報2020.5.19
27. ↑  . law.judicial.gov.tw.   [2022-06-26]. （原始内容存档于2022-06-27） （中文（臺灣））.
28. ↑  .   [2022-05-22]. （原始内容存档于2022-06-17）.
29. ↑  .   [2021-10-29]. （原始内容存档于2021-11-19）.
30. ↑  .   [2021-10-29]. （原始内容存档于2021-10-29）.
31. ↑  ,   [2022-06-26], （原始内容存档于2022-06-26） （中文（中国大陆））
32. ↑  ,   [2022-06-26], （原始内容存档于2022-06-26） （中文（中国大陆））
33. ↑  .   [2022-05-22]. （原始内容存档于2022-06-26）.
34. ↑  ,   [2022-06-26], （原始内容存档于2022-06-27） （中文（中国大陆））
35. ↑  ,   [2024-02-18], （原始内容存档于2024-02-18）